# 迪娜·杜伯倫
迪娜·杜伯倫（英語：Dina Dublon，1953年—）是一名哈佛商学院高级讲师 和微软公司、埃森哲 和百事可乐 董事会现任成员。她也是卡內基美隆大學以及一些非盈利组织（包括Global Fund for Women 与Women's Refugee Commission）的一名理事。1998年至2004年她担任摩根大通的副财务长。

## 生平
1953年她生于巴西。她获得了以色列希伯来大学的经济学与数学学位，后来在1979年取得卡內基美隆大學商学院的研究生学位。她获得了许多荣誉和奖项，如 The International Center in New York's Award of Excellence。并被财富杂志评为“美国企业界最有权力的50位女性”之一。